# Phrurolithus flavipes
Phrurolithus flavipes là một loài nhện trong họ Phrurolithidae.
Loài này thuộc chi Phrurolithus. Phrurolithus flavipes được Octavius Pickard-Cambridge miêu tả năm 1872.